# Vellereille-les-Brayeux
Vellereille-les-Brayeux is een dorp in de Belgische provincie Henegouwen, en een deelgemeente van de Waalse gemeente Estinnes.
Vellereille-les-Brayeux was een zelfstandige gemeente, tot die bij de gemeentelijke herindeling van 1977 deel werd aan de gemeente Estinnes.

## Etymologie
De naam Vellereille-les-Brayeux komt uit villa regium (grote boerderij in het latijn) terwijl de term Brayeux een verwijzing is naar de aanwezigheid van waterbronnen. Dit in tegenstelling tot Vellereille-Le-Sec (sec betekent "droog"), een ander dorp in de buurt.

## Bezienswaardigheden
- De Abdij van Bonne-Espérance
- De Sint-Ursmaruskerk (Église Saint-Ursmer) is een 18e-eeuws classicistisch kerkgebouw. De kerk bezit een relikwie van Sint-Ursmarus, geschonken in 1593.

## Natuur en landschap
De hoogte aan de kerk bedraagt 153 meter.

## Demografische ontwikkeling
- Bronnen:NIS, Opm:1831 tot en met 1970=volkstellingen, 1976= inwoneraantal op 31 december

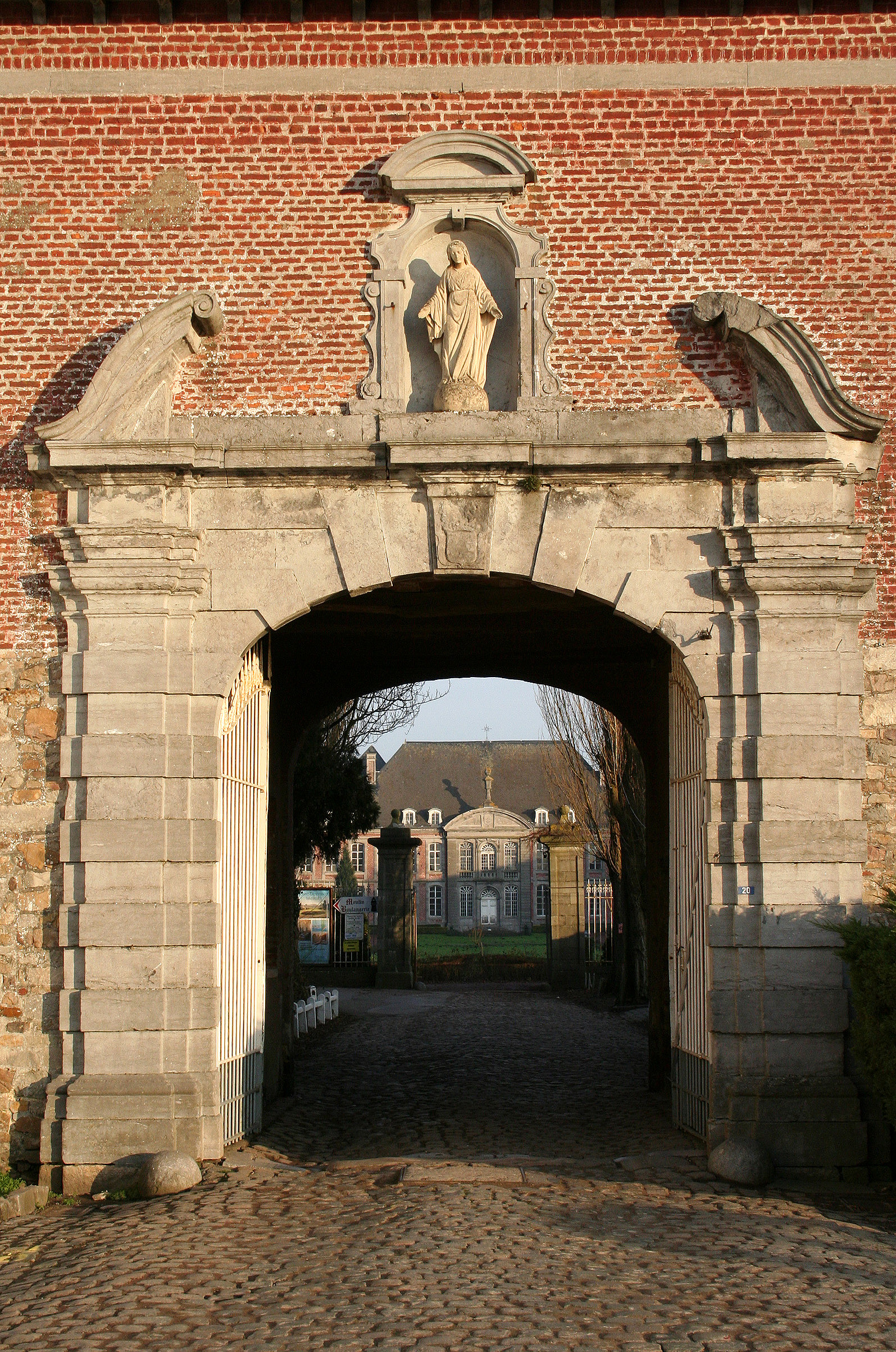
Ingang van Abdij van Bonne-Espérance.
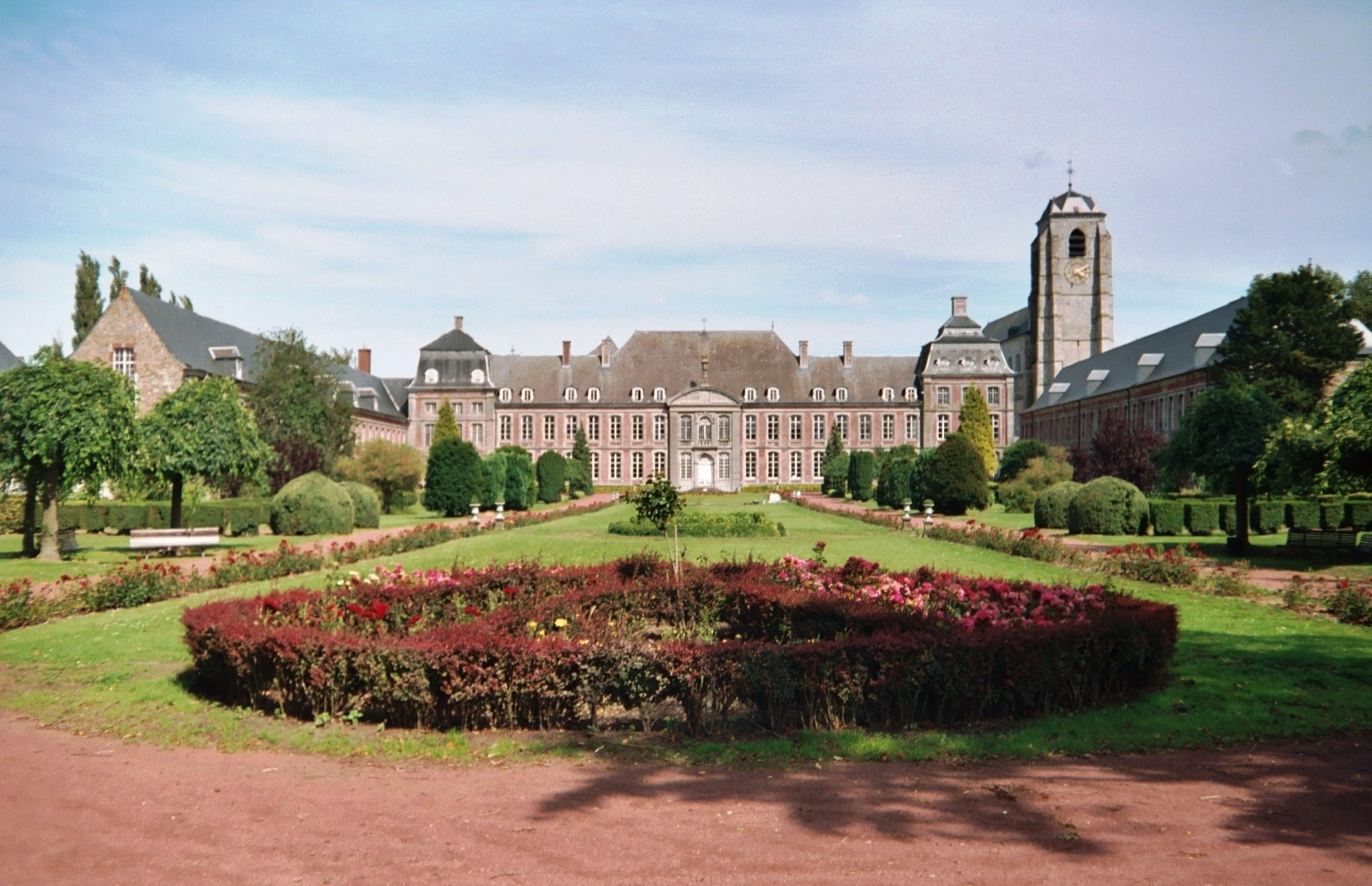
Abdij van Bonne-Espérance.

## Nabijgelegen kernen
Binche, Waudrez, Estinnes-au-Val, Estinnes-au-Mont, Buvrinnes, Merbes-Sainte-Marie, Fauroeulx, Peissant